# Балка Довга (притока Саксагані)
Ба́лка До́вга — балка (річка) в Україні в Кам'янському районі Дніпропетровської області. Ліва притока річки Саксагані (басейн Дніпра).

## Опис
Довжина балки приблизно 11,61 км, найкоротша відстань між витоком і гирлом — 9,46 км, коефіцієнт звивистості річки — 1,23. Формується декількома струмками та загатами. На деяких ділянках балка пересихає.

## Розташування
Бере початок на південно-східній стороні від села Саксагань. Тече переважно на південний захід через села Теплівку та Саксаганське й у селі Божедарівка впадає в річку Саксагань, ліву притоку річки Інгульця.

## Цікаві факти
- На лівому березі балки пролягає автошлях Т 0429[3] (автомобільний шлях територіального значення у Дніпропетровській області. Пролягає територією Верхньодніпровського та Криничанського районів через Верхньодніпровськ (станція) (Новомиколаївка) — Верхівцеве — Божедарівка. Загальна довжина — 33,6 км.).
- На балці існують газгольдер та декілька газових свердловин[2].